# ننکوویتسه
ننکوویتسه (به چکی: Nenkovice) یک منطقهٔ مسکونی در جمهوری چک است که در ناحیه هودونین واقع شده‌است. ننکوویتسه ۶٫۵۶ کیلومتر مربع مساحت و ۴۴۱ نفر جمعیت دارد و ۲۶۰ متر بالاتر از سطح دریا واقع شده‌است.